# Aortenklappe

Schema des menschlichen Herzens

Draufsicht auf die Aortenklappe in geschlossenem und offenem Zustand mit seitlicher Funktionsskizze

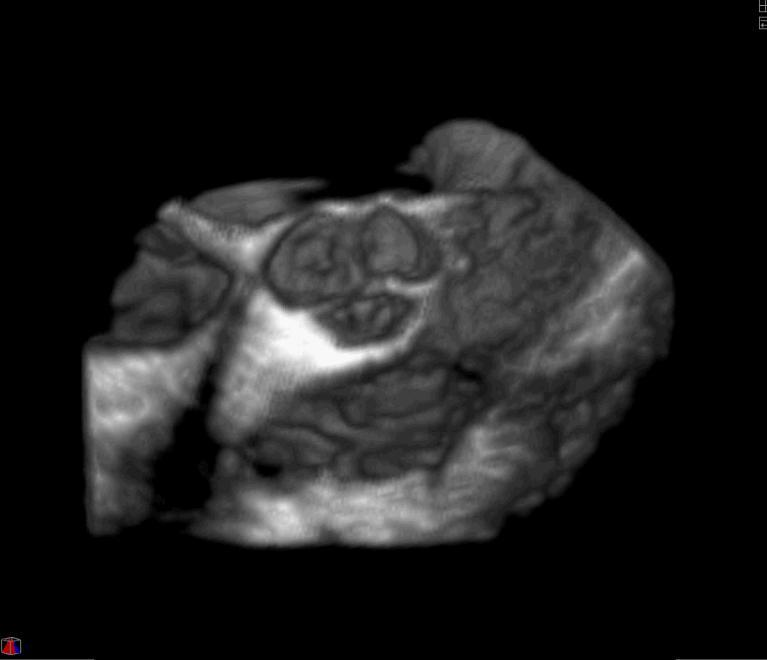
Aortenklappe in 3D-Ultraschall

Die Aortenklappe (Valva aortae) ist eine der vier Herzklappen. Sie liegt in der Aortenöffnung (Ostium aortae), direkt am Ursprung der Aorta aus der linken Herzkammer und verhindert den Rückfluss des Blutes zu Beginn der Erschlaffungsphase (Diastole) des Herzens.

## Anatomie
Die Aortenklappe besteht als Taschenklappe zumeist aus drei halbmondförmigen Taschen (Valvulae), die Bildungen der Intima (der innersten Schicht der Blutgefäße) sind:
- Valvula semilunaris dextra (rechte halbmondförmige Tasche)
- Valvula semilunaris sinistra (linke halbmondförmige Tasche)
- Valvula semilunaris septalis (zur Herzkammerscheidewand gelegene halbmondförmige Tasche)

Die Klappe liegt mit ihren Ausbuchtungen (Sinus) im Anfangsteil der aufsteigenden Aorta (Aorta ascendens). Auf Deutsch werden die Taschen entsprechend der Abgänge der beiden Herzkranzarterien aus den zugehörigen Sinus bezeichnet: rechtskoronare Tasche (am Abgang der rechten Herzkranzarterie), linkskoronare Tasche (am Abgang der linken Herzkranzarterie) und akoronare Tasche (Sinus ohne abgehende Herzkranzarterie). Die Aortenklappe bildet sich beim Menschen gemeinsam mit der Pulmonalklappe in der 5. bis 7. Woche der Embryonalentwicklung. Manchmal besteht die Aortenklappe nur aus zwei Taschenklappen.

## Aortenklappenfehler
Schließt die Klappe nicht mehr dicht, spricht man von einer Aortenklappeninsuffizienz. Eine ungenügende Öffnung wird als Aortenstenose bezeichnet. Beide Funktionsstörungen erfordern eine erhöhte Pumparbeit des Herzens und führen zu einer Überlastung des Herzmuskels. Sie können heute zumeist mit einer Aortenklappenrekonstruktion behandelt werden. Bei stärkeren Verkalkungen und erworbener Aortenklappeninsuffizienz ist dagegen meist ein Herzklappenersatz notwendig. Bei der Bentall-Operation werden die Aortenklappe, die Aortenwurzel und die Aorta ascendens durch Prothesen ersetzt.

### Bikuspide Aortenklappe
Wenn anstelle der drei Klappensegel nur zwei angelegt sind, so spricht man von einer bikuspiden Aortenklappe (im Englischen bicuspid aortic valve, BAV). Mit einer Inzidenz von 0,4–2 % ist die bikuspide Aortenklappe die häufigste Missbildung des Herzens beim Menschen. Diese Missbildung kommt in unterschiedlichen haemodynamischen Ausprägungen vor. Die reine bikuspidale Aortenklappe besteht morphologisch und funktionell aus zwei Segeln. Häufiger ist jedoch die Anlage von drei Segeln, von denen zwei durch eine Kommissur verbunden sind. Die verschiedenen Typen werden nach Sievers und Mitarbeitern wie folgt eingeteilt:
- Typ 0: zwei Anlagen, keine Kommissur, beide Segel gleich groß
- Typ 1: drei Anlagen, eine Kommissur, Segel ungleich groß
- Typ 2: drei Anlagen, zwei Kommissuren, Segel ungleich groß[3] Eine Folge der Missbildung ist häufig die Erweiterung der Aorta ascendens bereits bei jungen Patienten. Auch können Aneurysmen[4] und Aortendissektionen entstehen.

Selten kommen auch Aortenklappen mit vier Segeln vor, so genannte quadripide Aortenklappen.